# Плоское (Судбищенское сельское поселение)
Плоское — деревня в Новодеревеньковском районе Орловской области. Входит в Судбищенское сельское поселение.

## География
Расположена на севере поселения, северо-восточнее деревни Котовка. На востоке от деревни находится Пучков лес.
Просёлочная дорога соединяет Плоское с автомобильной дорогой 54А-1.

## Население
| 1857 | 1859 | 2010 |
| ---- | ---- | ---- |
| 556  | ↘551 | ↘1   |